# Polygala validiflora
Polygala validiflora är en jungfrulinsväxtart som beskrevs av R.A.Kerrigan. Polygala validiflora ingår i släktet jungfrulinssläktet, och familjen jungfrulinsväxter. Inga underarter finns listade i Catalogue of Life.